# 欢乐女神捕
《欢乐女神捕》，原名《欢乐无双》，2018年中国大陆古装剧，故事背景为明朝。导演钟澍佳，主演江铠同、熊乃瑾、翟天临、魏千翔。2014年3月开拍，6月杀青。於2018年6月6日在泰国電視台播出

## 剧情
该剧讲述“陆小欢”等明朝捕快的破案故事。

## 演出
| 演员   | 角色           | 备注                         |
| 江铠同 | 东方乐(汪明珠) | 汪文言的女儿，快刀门的女捕快 |
| 熊乃瑾 | 陆小欢         | 东方乐的闺蜜，快刀门的女捕快 |
| 翟天临 | 李江湖(天启帝) | 大明皇上，喜欢上东方乐       |
| 魏千翔 | 黄小鱼         | 明朝的监察御史，喜欢上陆小欢 |
| 刘誉坤 | 金无花         | 玉扇门的捕快，东方乐的前男友 |
| 柳岩   | 张皇后         | 大明皇后                     |
| 翁虹   | 笑红尘         | 红教的女主人，蔡小妹的真面目 |
| 刘玉翠 | 蔡小妹         | 快刀门的女管家               |
| 李彧   | 上官诸侯       | 快刀门的门主                 |
| 郭萱   | 嘉庆公主       | 李江湖的妹妹                 |
| 马志刚 | 林小玉         | 玉扇门的门主                 |
| 赵久毅 | 胡四大         | 快刀门的捕快                 |
| 李功常 | 叶捕神         | 快刀门的捕快                 |
| 魏子昕 | 苏公公         | 大内总管，原型是魏忠贤       |
| 姜析源 | 翠碟           | 艺妓                         |
| 田雨晴 | 林语嫣         | 林小玉的女儿，金无花的未婚妻 |
| 黄浩   | 陈德润         |                              |
| 黄晨   | 阿宝           |                              |
| 朱丽龄 | 玲珑           | 皇后的贴身侍女               |
| 向皓   | 青书           | 黄府的管家                   |

## 外部連結
- 《欢乐无双》的新浪微博